# タフィー (象)

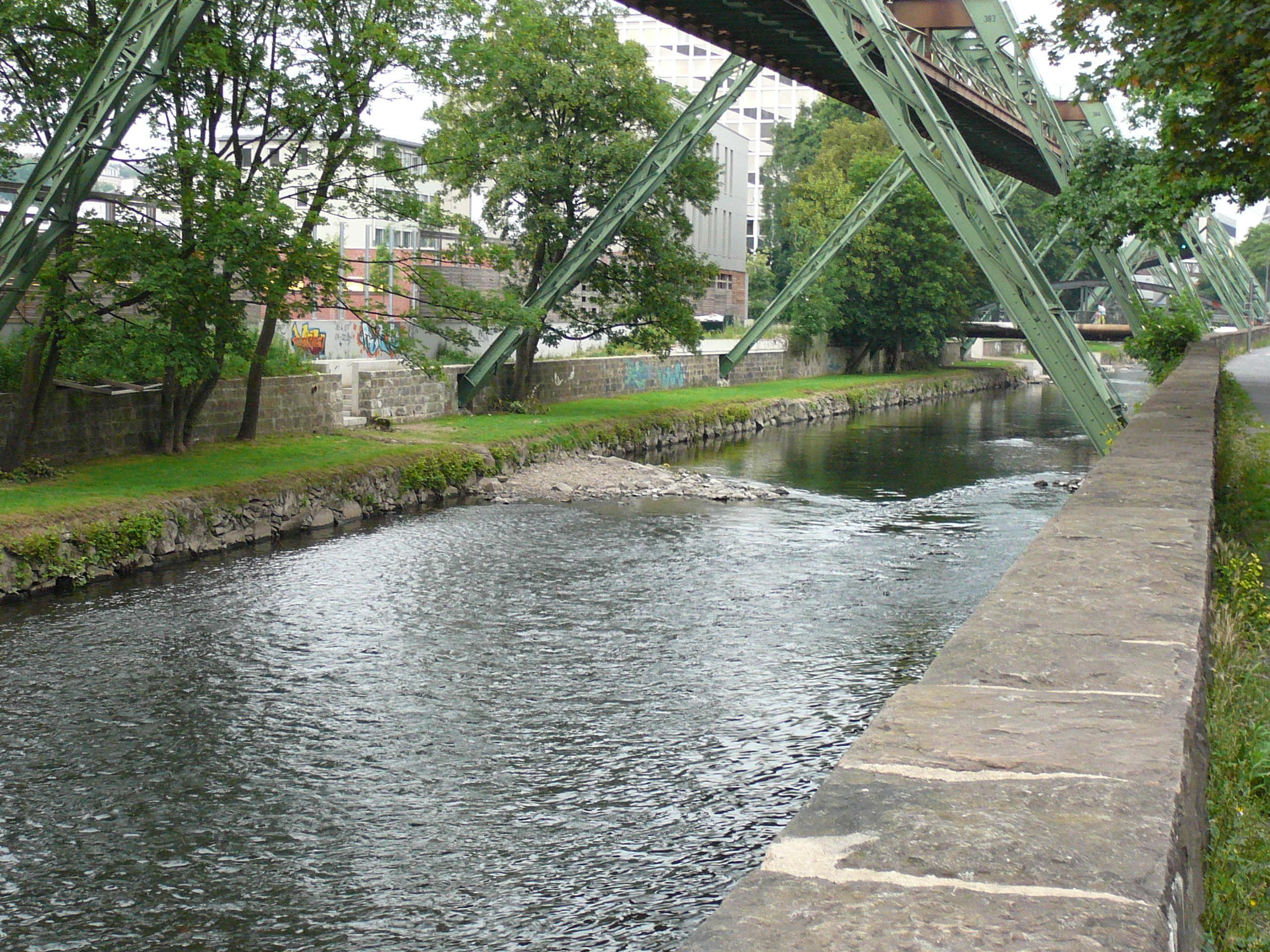
現場近くのヴッパー川

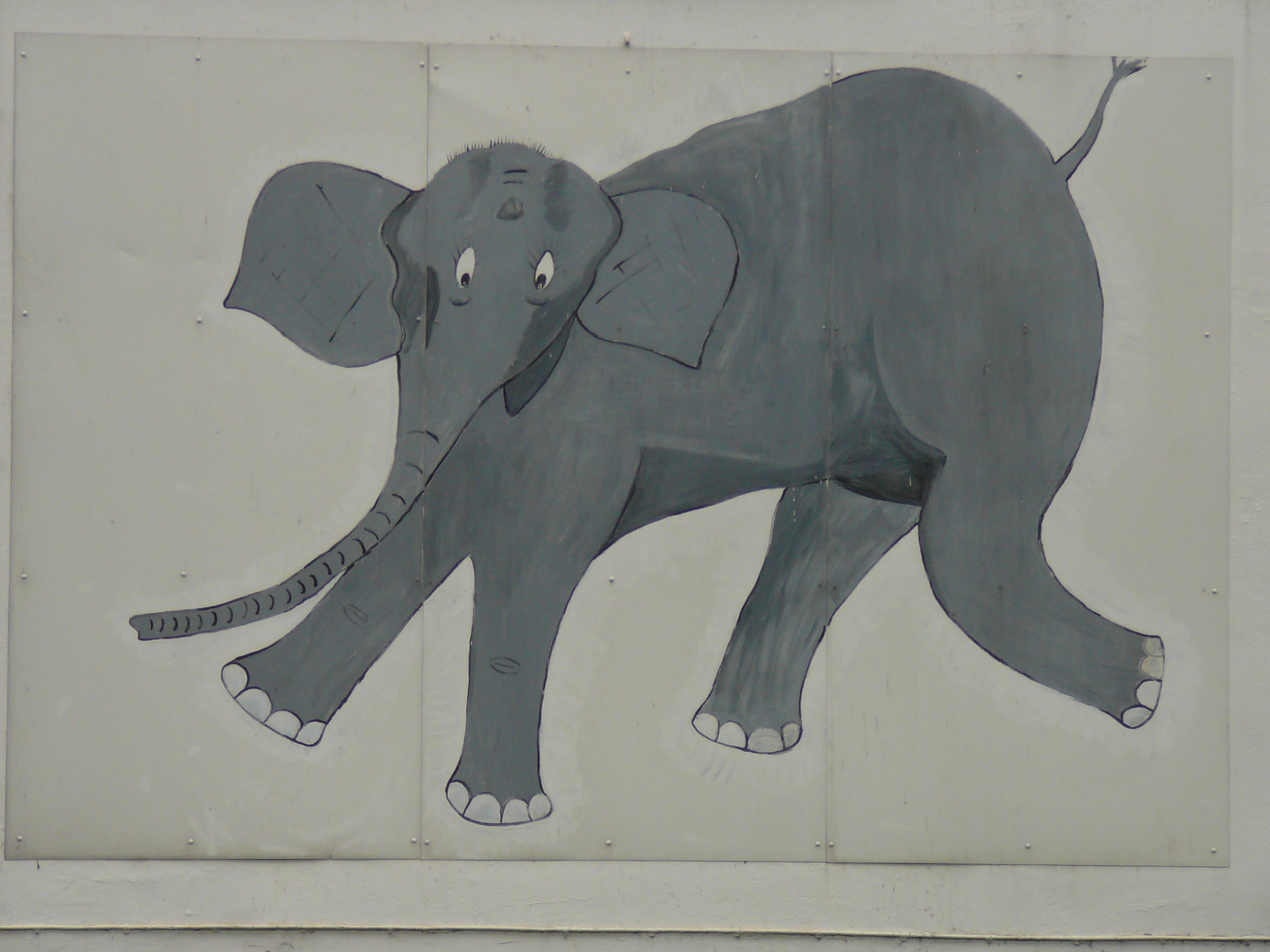
現場そばのタフィーを題材にした壁画

タフィー（Tuffi、1947年頃 - 1989年）は、ドイツ国内のサーカスで飼育されていたメスのアジアゾウである。この象は、ヴッパータールで1950年に発生したモノレールからの転落事故で命拾いしたことで有名になった。
なお、「タフィー」はおそらく英語発音によるものと思われるが、現地のドイツ語では「トゥッフィ」に近い発音で呼ばれている。

## 経緯
1950年7月21日、サーカス団の団長フランツ・アルトホッフは、当時3歳の仔象だったタフィーを購入した。タフィーはヴッパー川にかかるモノレール路線であるヴッパータール空中鉄道の車輛に、宣伝のために乗せられた。タフィーは明らかにモノレールを怖がっており、咆哮して暴れ、モノレールの車両内を走り抜けた。そして車窓のガラスを突き破って、5メートル下を流れるヴッパー川に転落してしまったが、臀部にかすり傷を負っただけで命拾いした。モノレールの車両内はパニック状態になり、数人の乗客が負傷した。団長は川の中のタフィーを助けあげた。この騒動のため、団長とタフィーのモノレール乗車を許可した係員の双方に罰金が科せられた。
1968年にタフィーはCirque Alexis Grußに売られて、 そこで1989年に生涯を終えた。
現在、事故現場そばの家屋の壁面には、タフィーを題材にした壁画が描かれている。ヴッパータール市の観光案内は、タフィー関連のお土産の情報を提供している。なお、1970年にはタフィーの起こしたこの騒動を題材にした子供向けの絵本「Tuffi und die Schwebebahn」が出版された。